# 印紙犯罪処罰法
印紙犯罪処罰法（いんしはんざいしょばつほう、明治42年法律第39号）は、日本政府の発行する印紙を偽造・変造する行為等の処罰に関する日本の法律で、刑法に対する特別法である。

## 概要
日本政府の発行する印紙又は印紙金額を表彰する印章の偽造・変造、消印の除去、偽造・変造印紙や印章・消印の除去された印紙の使用・交付・輸入、印章の不正使用に対し、5年以下の拘禁刑に処される（第1条・第2条）。国外犯にも適用がある。このうち、使用罪以外はいずれも目的犯（「行使の目的」が必要）である。また、印紙の再使用も罰金または科料の対象とされている（第3条）。
明治時代に作られた法律のため、条文では「帝国」「帝国政府」という文言が使われているが、裁判所は「帝国政府」とは「要するに我が国の政府のこと」であると判示（東京高判昭和54年09月27日高刑集第32巻3号229頁）しており、日本政府の発行する印紙にもこの法律が適用される。また、第3条における罰金の額は「50円以下」とされているが、罰金等臨時措置法の適用により、「2万円以下」と読み替えられる。